# Bernex (Alta Saboia)
Bernex é uma comuna francesa na região administrativa de Auvérnia-Ródano-Alpes, no departamento de Alta Saboia. Estende-se por uma área de 8,76 km². Em 2010 a comuna tinha 1 391 habitantes (densidade: 158,8 hab./km²).